# Dundur, Gadag
Dundur là một làng thuộc tehsil Gadag, huyện Gadag, bang Karnataka, Ấn Độ.